# Fufia
|  | Per a altres significats, vegeu «Fufia de comitiis». |

Fufia o Fufia de religione va ser un privilegi (per sota d'una llei) de l'antiga Roma, instat per un tribú de la plebs de nom Fufi. Ordenava que Publi Clodi Pulcre fos jutjat pel pretor per haver violat els ritus de la Bona Dea.